# Romeo-Daniel Lungu
Romeo-Daniel Lungu (n. 21 aprilie 1979, Buzău, România) este un deputat român, ales în 2020 din partea PSD. 